# جینسترز
جینسترز (انگلیسی: Ginsters) شرکت صنایع غذایی بریتانیایی است، که در سال ۱۹۶۹ تأسیس شد.